# Kopalnia Węgla Kamiennego Michał
Kopalnia Węgla Kamiennego Michał – kopalnia węgla kamiennego w Michałkowicach (od 1951 dzielnica Siemianowic Śląskich) działająca od początku lat 80. XIX do lat 90. XX wieku.

## Historia

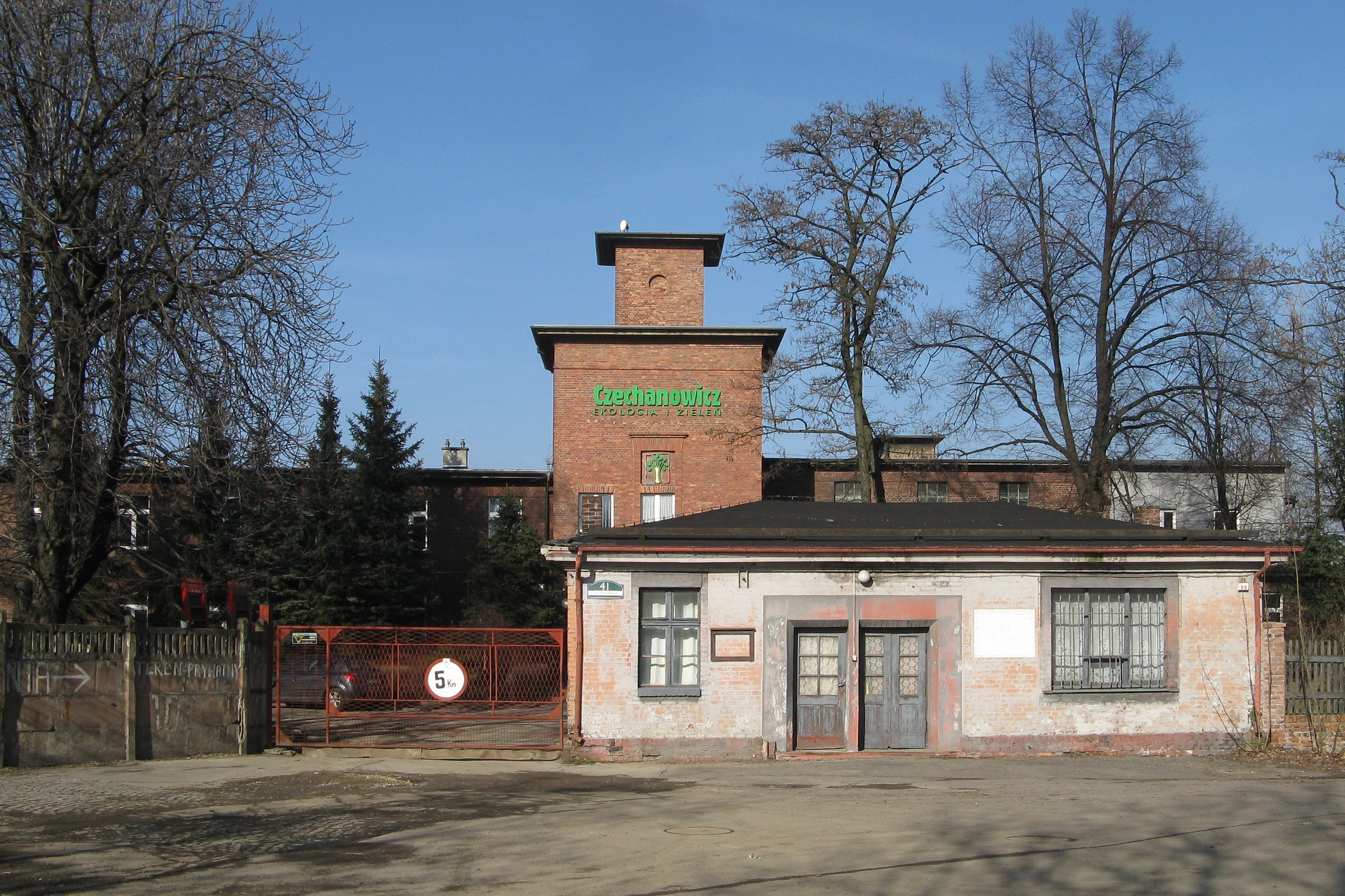
Wejście do rejonu szybu Północnego (2019)

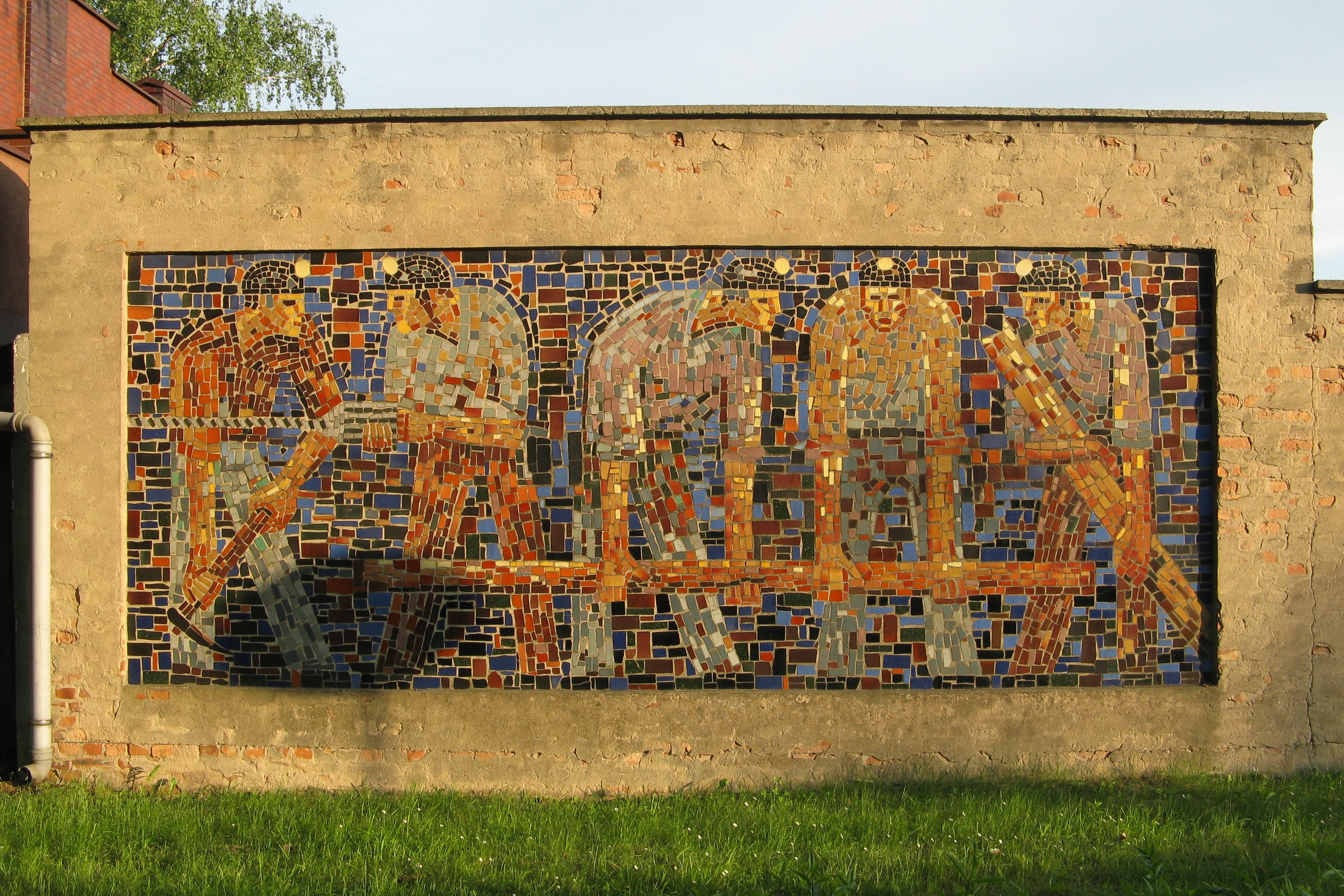
Mozaika przedstawiająca górników autorstwa plastyka zakładowego KWK Michał, Stanisława Barnasia na murze w Siemianowicach Ślaskich (Michałkowice) przy ul. Elizy Orzeszkowej (2018)

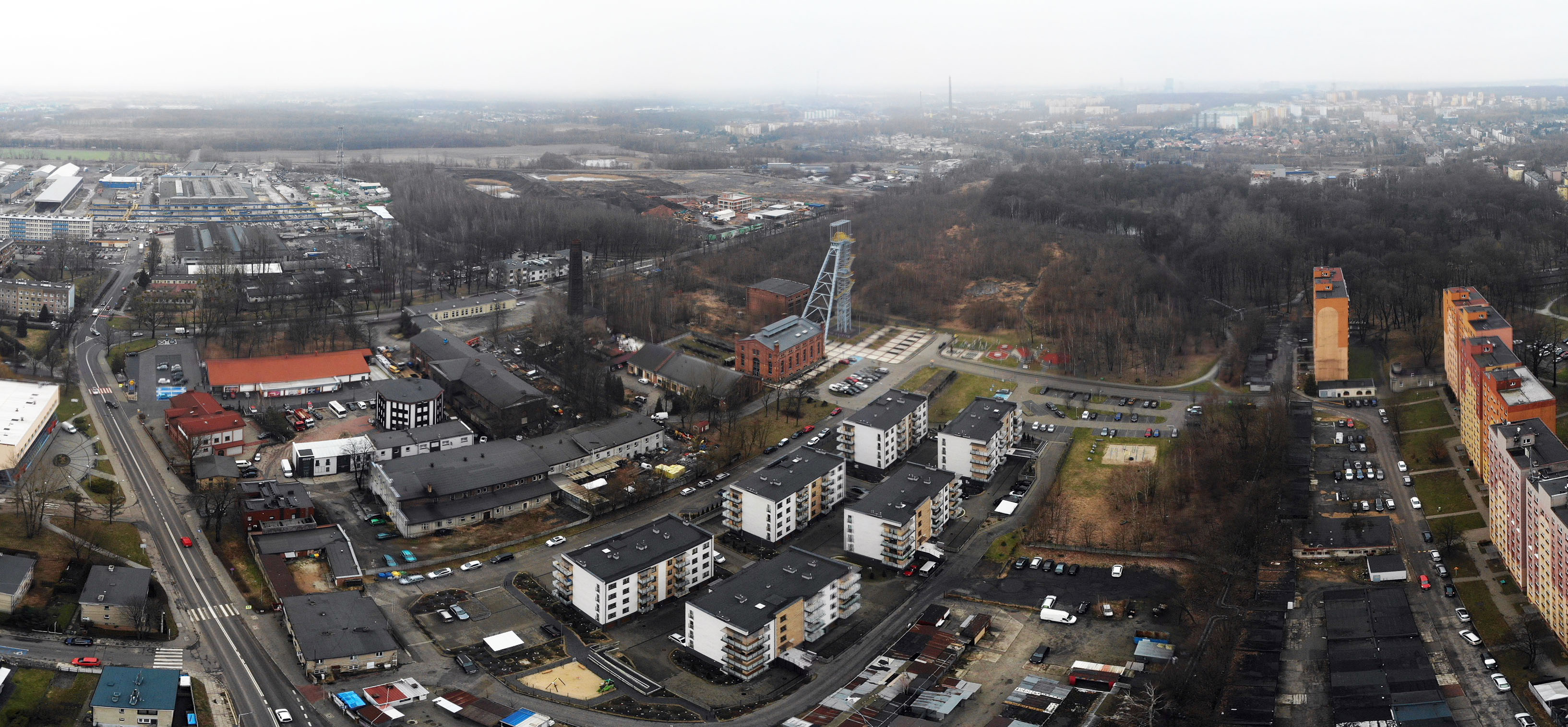

Budowę kopalni rozpoczęto w 1881 r., ale jej eksploatację dopiero w 1883 r. Kopalnia początkowo należała do Rheinbabenów, a w 1892 r. została wykupiona przez księcia Hugona zu Hohenlohe-Oehringen. Od 1905 r. była własnością Zakładów Hohenlohego (Hohenlohe Werke).
W listopadzie 1937 r. otwarto nowy poziom wydobywczy 540 m, którego przygotowanie trwało 10 lat. Z tej okazji wydano pamiątkową Broszurę ze zdjęciami i opisem prac.
Kopalnia miała 6 szybów: „Zachodni” (wydobywczy), „Wschodni” (wydobywczy), „Północny I” – zlikwidowany jako pierwszy ok. 1990 r. wentylacyjny wydechowy i zjazdowy), „Północny II” (wentylacyjny wdechowy i zjazdowy), „Krystyn” (szyb materiałowy, wydobywczo-pomocniczy) oraz „Południowy” (wentylacyjny ze stacją wentylatorów, ale bez wieży szybowej). Była również upadowa „Ignacy” do poziomu 240 m.
Po wybuchu II wojny światowej zakład przejął koncern Hermann Göring. Na terenie kopalni trwały walki między oddziałami Freikorpsu a wojskiem polskim i harcerzami. Polakom udało się odbić kopalnię, ale nie na długo. 8 września 1939 r. rozstrzelano 6 Polaków: Gerarda Drzymałę, Wilhelma Jendrusia, Franciszka Niedworka, Maksymiliana Rolnika, Jana Rudzińskiego i Teodora Szewczyka.
Po II wojnie światowej kopalnia weszła w skład Chorzowskiego Zjednoczenia Przemysłu Węglowego, a od 1957 r. należała już do Katowickiego Zjednoczenia Przemysłu Węglowego. W 1975 r. kopalnię „Michał” włączono do kopalni „Siemianowice”.
W latach 90. XX w. kopalnia została zlikwidowana ze względu na zły stan techniczny obiektów i urządzeń oraz kończące się zasoby węgla.
W roku 2000 odbył się konkurs urbanistyczno-architektoniczny SARP na zagospodarowanie terenu dawnej kopalni Michał na funkcje mieszkaniowe i usługowe, który wygrał zespół pod kierunkiem dr. inż. arch. Krystiana Stangla. W roku 2007 uchwalono opracowany na podstawie wyników konkursu miejscowy plan zagospodarowania przestrzennego.
W roku 2012 na terenie dawnej KWK Michał otwarto Park Tradycji Górnictwa i Hutnictwa. W ramach realizacji parku m.in. wyremontowano wieżę „Krystyn” i odbudowano maszynownię wraz z umiejscowieniem tam parowej maszyny wyciągowej z rejonu „Ficinus” kopalni Siemianowice.

## Kalendarium
- 1883 – W Michałkowicach powstała kopalnia o nazwie „Max” (Maxgrube)
- 1936 – Zmiana nazwy kopalni „Max” na „Michał”.
- 1937 – Otwarcie poziomu 540 m.
- 1939 – Dywersyjny oddział Freikopsu zajął kopalnię i został wyparty po ciężkich walkach przez oddziały wojska polskiego, miejscowych powstańców oraz harcerzy.
- 8 września 1939 – Freikorpsu rozstrzelał 6 Polaków: Gerarda Drzymałę, Wilhelma Jendrusia, Franciszka Niedworka, Maksymiliana Rolnika, Jana Rudzińskiego, Teodora Szewczyka.
- 1975 – połączenie kopalni „Michał” i kopalni „Siemianowice”.
- 2001 – konkurs architektoniczno-urbanistyczny na koncepcję zagospodarowania terenów dawnej KWK „Michał”.
- 2007 – uchwalenie miejscowego planu zagospodarowania przestrzennego.
- 2012 – otwarcie I etapu Parku tradycji Górnictwa i Hutnictwa.